# Moendoe
De moendoe (Garcinia xanthochymus) is een plant uit de familie Guttiferae. Het is een verwant van de bekendere mangistan (Garcinia mangostana). Het is een tot 13 m hoge, vaak vanaf de basis vertakte, groenblijvende struik of boom met ver uitgespreide, gedeeltelijk hangende, kale takken. De tegenoverstaande bladeren zijn ei- tot lancetvormig, gaafrandig, aan de basis afgerond, toegespitst aan het uiteinde en tot 33 × 14 cm groot. De bladschijf is dik-leerachtig, donkergroen en glanzend aan de bovenzijde en aan de onderkant lichter en dof. 
De circa 1 cm brede bloemen zijn kortgesteeld en groeien in trosjes in de bladoksels. Ze bestaan uit vijf kleine kelkbladeren en vijf tweemaal zo grote, witte kroonbladeren die zich niet openen. De vruchten zijn scheef-afgeronde, tot 9 × 8 cm grote bessen met een kegelvormige punt. Aan de basis van de vrucht blijven de vijf kelkbladeren behouden. De schil van de rijpe vrucht is stevig, glad, glanzend en geel to bruin van kleur. Het vruchtvlees is sappig, zacht en oranje- tot zwavelgeel van kleur. Het smaakt aangenaam, aromatisch-zuur en citroenachtig. Het vruchtvlees omsluit één tot vijf harde, afgeplatte, boonvormige, tot 3,5 × 2 cm grote zaden met stompe, gebogen puntjes.
Het vitamine C- rijke vruchtvlees kan met suiker bestrooid worden gegeten of worden verwerkt tot jam, gelei, fruitsalades en sappen. 
De moendoe komt van nature voor in Indonesië. De soort wordt verbouwd in Zuidoost-Azië, India en op Sri Lanka. Het gewas wordt ook in Suriname verbouwd, maar de teelt in de neotropen is verder ongewoon.